# Sven Johansson (läkare)

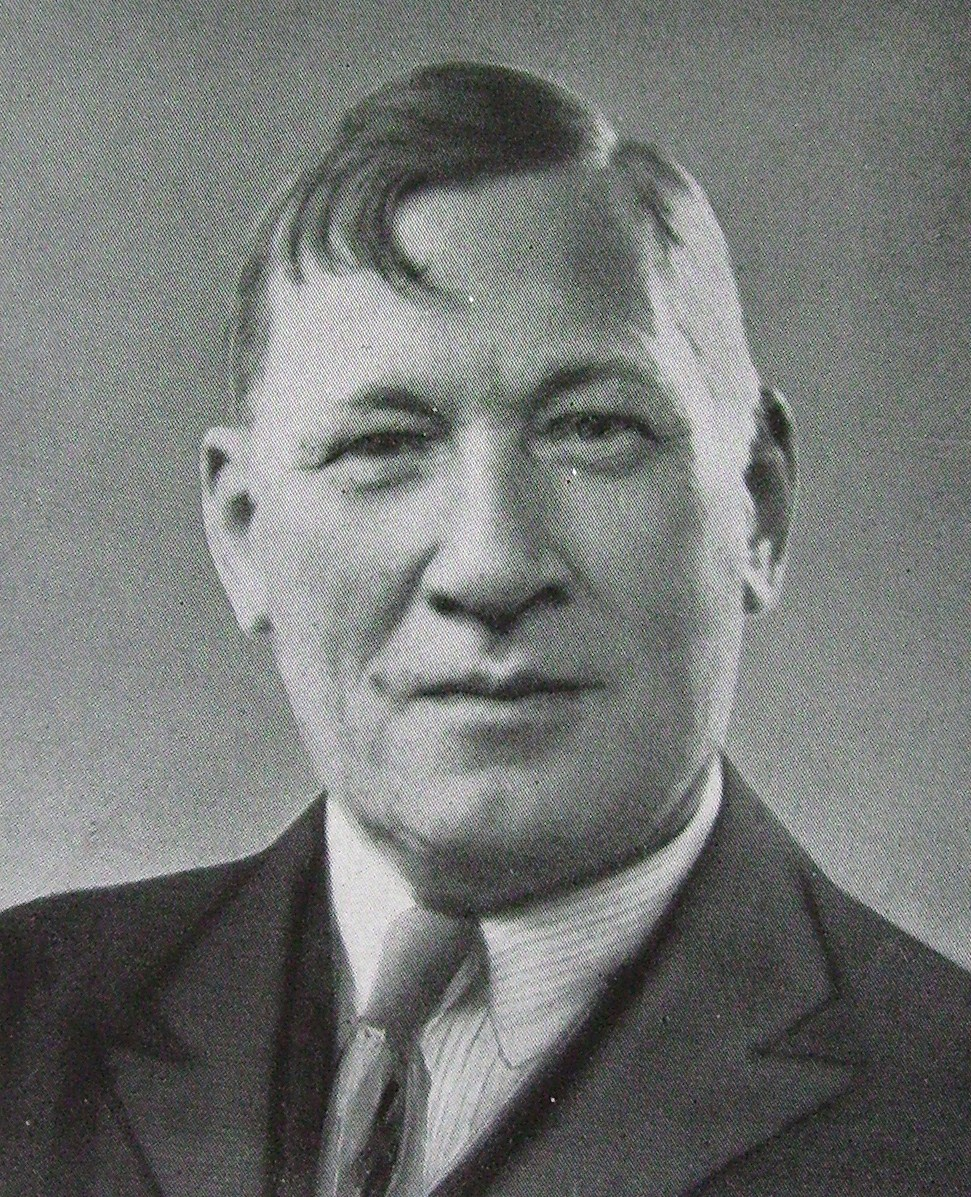
Sven Johansson

Sven Christian Johansson, född 30 januari 1880 i Karlshamn, död 28 oktober 1959 i Göteborg, var en svensk läkare med professors namn. 
Han var son till handlanden Peter Johan Johansson och Hilda Charlotta Petersson. Sedan 1925 var han gift med Betzy Katarina Bergman (1896–1976), dotter till tullvaktmästaren Adolf Birger Bergman och Katarina Andersdotter, Göteborg.
Han avlade studentexamen i Karlskrona 1897, medicine licentiat-examen 1907 och disputerade vid Karolinska institutet för medicine doktorsgrad 1924 med en avhandling om bentuberkulos. Han hade 1908–1914 underläkarförordnanden vid olika sjukhus i landet, bland annat vid Sabbatsbergs sjukhus. Åren 1914–1924 var han överläkare vid kirurgiska avdelningen vid Göteborgs barnsjukhus.
Åren 1924–1926 var han tillförordnad överläkare vid Sahlgrenska sjukhuset, överläkare 1926–1945. År 1936 erhöll han professors namn. Efter pensioneringen var Johansson 1945–1956 privatpraktiserande läkare i Göteborg. 
Johansson var ledamot av Göteborgs stadsfullmäktige 1919–1923 och ordförande för hälsovårdsnämnden 1920–1930. Han hade en rad andra kommunala uppdrag, bland annat som styrelsemedlem för Styrsö kustsjukhus  och Carlanderska sjukhemmet. Under åren 1940–1954 var han ledamot av styrelsen för Göteborgs högskola.
Han promoverades 1950 till filosofie hedersdoktor vid Göteborgs högskola.
Sven Johansson hade en omfattande vetenskaplig produktion, särskilt inom områdena frakturlära och barnkirurgi. Han är mest känd för sin metod 1932 att fixera lårbenshalsfrakturer med spikning, som fortfarande används i vidareutvecklad form. Han ansågs på sin tid vara en av landets främsta kirurger. 
Johansson observerade på 1930-talet att kirurgiska instrument av rostfritt stål kunde rosta under desinficering och undersökte på sin fritid kemiska tillsatser som kunde motverka detta. Arbetet förde till flera internationella patent och till kommersialisering av en produkt som fick namnet Dinitrol i samarbete med Astra. Detta namn används idag som varumärke för olika rostskyddsprodukter, inte minst för bilar.
Sven Johansson är gravsatt tillsammans med sin hustru på Stampens kyrkogård i Göteborg. Doktor Sven Johanssons backe på Guldheden i Göteborg är uppkallad efter honom.